# Grove (månekrater)
 For alternative betydninger, se Grove. (Se også artikler, som begynder med Grove)
Grove er et lille nedslagskrater på Månen. Det befinder sig på den nordlige halvkugle på Månens forside og er opkaldt efter den britiske læge William R. Grove (1603 – 1670).
Navnet blev officielt tildelt af den Internationale Astronomiske Union (IAU) i 1970. 

## Omgivelser
Grovekrateret ligger i den nordlige del af Lacus Somniorum. sydøst for kraterresten Mason.

## Karakteristika
Grove er cirkulært med en enkel og skarpkantet rand. Det løse materiale langs den indre kratervæg er faldet ned på kraterbunden og har dannet en ring omkring dens relativt jævne fod. Bunden indeholder nogle få småkratere, men er ellers næsten uden særlige træk.

## Satellitkratere
De kratere, som kaldes satellitter, er små kratere beliggende i eller nær hovedkrateret. Deres dannelse er sædvanligvis sket uafhængigt af dette, men de får samme navn som hovedkrateret med tilføjelse af et stort bogstav. På kort over Månen er det en konvention at identificere dem ved at placere dette bogstav på den side af satellitkraterets midte, som ligger nærmest hovedkrateret. Grovekrateret har følgende satellitkratere:
| Grove | Længde  | Bredde  | Diameter |
| ----- | ------- | ------- | -------- |
| Y     | 37,4° N | 31,7° Ø | 3 km     |

## Måneatlas
- Billeder af Grovekrateret i LPI-måneatlasset
- USGS-kort